# Cuby
Cuby var en civil parish fram till 2021 när den uppgick i Tregony with Cuby, i distriktet Cornwall, Storbritannien. Den ligger i grevskapet Cornwall och riksdelen England, i den södra delen av landet, 400 km väster om huvudstaden London. Civil parish hade 178 invånare år 2011.